# Aplonis ulietensis
Aplonis ulietensis (шпак-малюк раятійський або дрізд раятійський) — вимерлий вид горобцеподібних птахів родини шпакових (Sturnidae). Був ендеміком острова Раіатеа у Французькій Полінезії.

## Опис
За свідченням Летема, довжина птаха становила 22 см. Забарвлення було загалом рудувато-коричневе, з попелястими краями, нижня частина тіла була охриста. Хвіст був попелястий, округлої форми, стернові пера були коричневими. Дзьоб був сірим, лапи темно-сірими.

## Таксономія

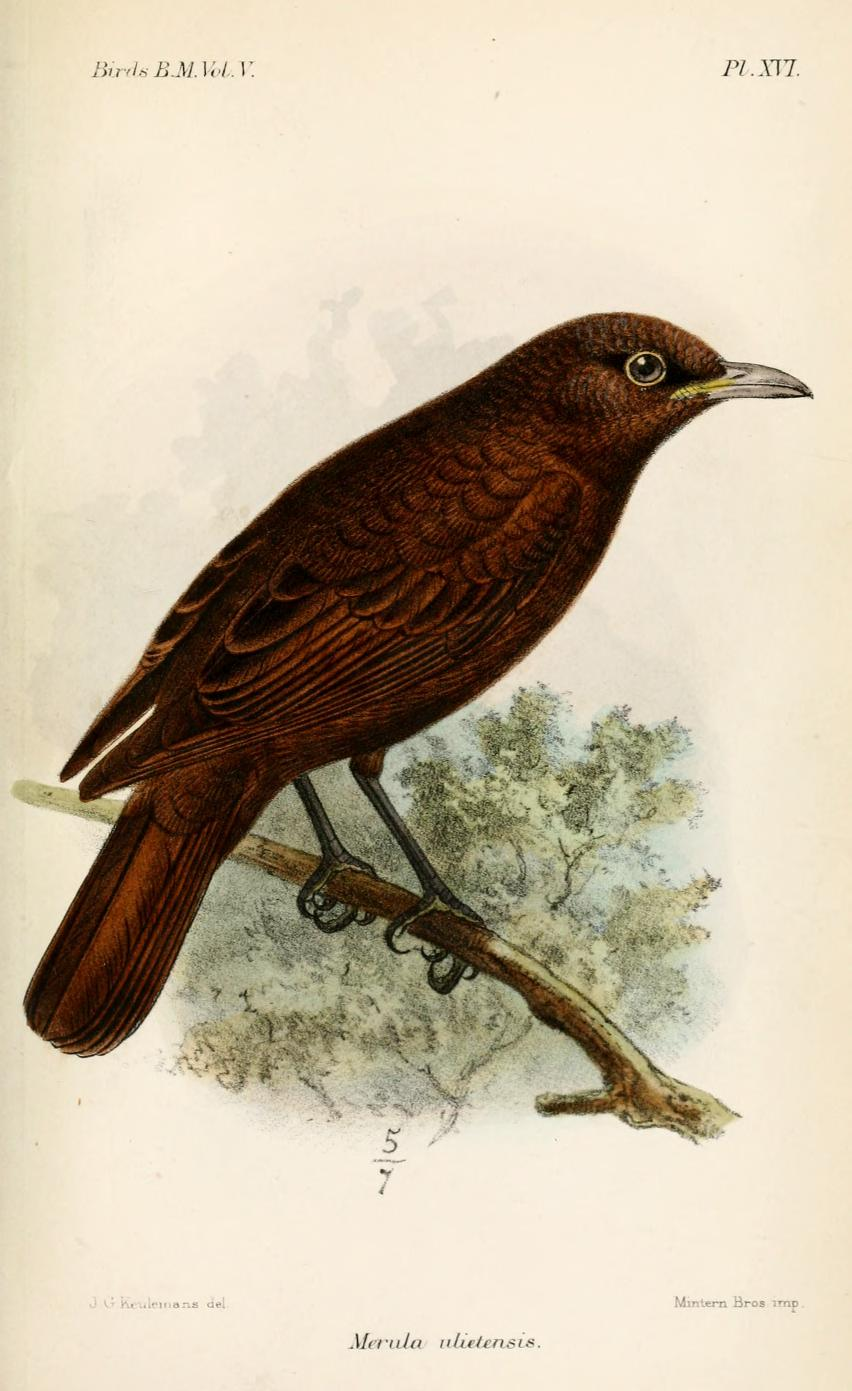
Літографія Джона Джерарда Кейлеманса: Ілюстрація XVI у 5-му томі «Каталогу птахів Британського музею» (1880) на основі опублікованих описів, зроблена у часи, коли птаха вважали дроздом, і вже після зникнення типового зразка

Вид відомий лише за аквареллю 1774 року, на якій зображено втрачений типовий зразок, описами сучасників та кількома короткими польовими нотатками. Художником був Георг Форстер, який супроводжував свого батька Йоганна Рейнгольда Форстера як натураліст під час другої подорожі Джеймса Кука до Тихого океану на кораблі HMS Resolution, що відвідав острів Раіатеа в травні—червні 1774 року. Малюнок, який сьогодні зберігається у Британському музеї природознавства, має анотацію «Раіатеа, самка, 1 червня 1774 року» і зображує отриманий Форстерами екземпляр, який потрапив до колекції сера Джозефа Бенкса і згодом зник. Джон Летем, який бачив цей екземпляр у колекції Бенкса, у своєму «Загальному огляді птахів» (1781—1785) описав його як «дрізд бухтовий». Оскільки Летем не використовував біномінальну номенклатуру, вважається, що вид був вперше науково описаний Йоганном Гмеліном в 1789 році.
Раніше дослідники відносили птаха до родини дроздових, шпакових або медолюбових. Сучасні дослідники, а також МСОП і Міжнародна спілка орнітологів відносять його до родини шпакових і роду Шпак-малюк (Aplonis). Однак, за відсутності зразка птаха, його таксономічне положення залишається невизначеним.

## Вимирання
Коли в 1850 році острів Раіатеа відвідав натураліст Ендрю Гаретт, він не знайшов на острові жодного Aplonis ulietensis Імовірно, птах вимер в період між 1774 і 1850 роками. Найімовірніше, причиною цього стала поява на острові інвазивних щурів.